# Chidr
Chidr (zm. 1361) – piętnasty chan Złotej Ordy w latach 1360-1361.
Był pierwotnie chanem Białej Ordy. Do władzy doszedł zabijając Newruza. Nowy władca starał się położyć kres zamieszkom w chanacie, które trwały od 1357 roku. Próbował także uzyskać realna władzę nad ziemiami ruskimi. Został zgładzony z inicjatywy własnego syna Timura Kodży. 